# Блейман Михайло Юрійович
Миха́йло Ю́рійович Бле́йман (рос. Михаил Юрьевич Блейман; нар. 6 травня (19 травня) 1904, Ростов-на-Дону — пом. 3 грудня 1973) — радянський кінодраматург, критик і теоретик кіномистецтва.

## Біографія
Навчався на історико-філологічному факультеті Донського університету (Ростов-на-Дону, 1920—1923) і в Літературно-художньому інституті ім. Брюсова (Москва, 1923).
Почав працювати в кіно у 1920-х роках.
Автор сценаріїв близько 40 фільмів. Одна із перших робіт — фільм «Ася» 1928 року.
Найбільші роботи Блеймана — сценарії фільмів: «Великий громадянин» (1937—1939, спільно з Фрідріхом Ермлером і Мануелем Большинцовим) і «Подвиг розвідника» (1947, спільно з Костянтином Ісаєвим і Михайлом Маклярським). Брав участь у створенні сценаріїв фільмів: «Непереможні» (1942, спільно з Михайлом Калатозовим), «Небо Москви» (1944, спільно з Большинцовим), «Це було в Донбасі» (1945, спільно з Борисом Горбатовим і Сергієм Антоновим), «Повернення з перемогою» (1947, спільно з Ісаєвим), «Тривожна молодість» (1955, спільно з Володимиром Бєляєвим), «Шторм» (1957, у співавт.) і багато інших.
Блейман  — автор великої кількості статей з питань кіномистецтва та проблем кінодраматургії. Займався педагогічною діяльністю.
Автор драми в чотирьох діях, десяти картинах «Стара фортеця» за однойменною трилогією Володимира Бєляєва (1953).
Сталінська премія другого ступеня (1948 за фільм «Подвиг розвідника»). Нагороджений орденом Трудового Червоного Прапора і медалями.